# 開智国際大学
開智国際大学（かいちこくさいだいがく、英語: Kaichi International University）は、千葉県柏市柏1225-6に本部を置く日本の私立大学。1904年創立、2000年大学設置。

## 沿革
- 1890年（明治23年）2月（日付不明） - 日本橋区教育会結成
- 1904年（明治37年）12月27日 - 日本橋女学校（本科定員140名、修業年限4年）（社団法人日本橋区教育会）設立認可
- 1905年（明治38年）
  - 4月23日 - 日本橋蛎殻町の第一幼稚園園舎で日本橋女学校開校式を挙行
  - 5月1日 - 第一幼稚園園舎で授業開始
  - 5月（日付不明） - 財団法人日本橋女学館設立認可
  - 9月（日付不明） - 第一幼稚園園舎全部の貸与を受ける
- 1906年（明治39年）4月1日 - 高等女学校令に基づく私立日本橋高等女学校（4年制）に組織変更認可
- 1908年（明治41年）2月3日 - 区議会私立日本橋高等女学校の東京市立移管を否決
- 1910年（明治43年）4月（日付不明） - 柳原川岸三号地元千代田小学校跡に移転。修業年限5年、定員400名に変更
- 1915年（大正4年）5月3日 - 財団法人日本橋女学館設立認可。日本橋区教育会から分離独立
- 1945年（昭和20年）3月（日付不明） - 空襲のため日本橋商業女学校廃止
- 1947年（昭和22年）4月（日付不明） - 学制の改革により私立日本橋女学館中学校となる
- 1948年（昭和23年）4月（日付不明） - 私立日本橋女学館高等学校を設置、私立日本橋女学館中学校・高等学校と総称
- 1951年（昭和26年）3月7日 - 財団法人日本橋女学館から学校法人日本橋女学館に組織変更認可
- 1986年（昭和61年）12月23日 - 日本橋女学館短期大学設置認可（秘書科100名・英語科100名）
- 1987年（昭和62年）4月1日 - 日本橋女学館短期大学開学（初代学長角井宏）
- 1995年（平成7年）5月1日 - 学校法人日本橋女学館創立90周年記念式典を挙行
- 1999年（平成11年）12月22日 - 日本橋学館大学設置認可（人文経営学部人文経営学科250名）
- 2000年（平成12年）
  - 4月1日 - 日本橋学館大学として開学（初代学長小谷津孝明）
  - 4月3日 - 日本橋学館大学開学式、第一回入学式
- 2001年（平成13年）3月（日付不明） - 日本橋女学館短期大学閉学
- 2004年（平成16年）4月1日 - 日本橋学館大学人文経営学部を1学科（人文経営学科）から3学科（人間関係学科、国際経営学科、文化芸術学科）へ改組
- 2005年（平成17年）5月2日 - 創立100周年記念式典を挙行（東京都中央区明治座にて）
- 2006年（平成18年）3月1日 - 第2代学長 横山幸三就任
- 2009年（平成21年）4月1日 - 人文経営学部（人間関係学科、国際経営学科、文化芸術学科）をリベラルアーツ学部（総合経営学科、人間心理学科、総合文化学科）に改組
- 2012年（平成24年）4月1日 - 第3代学長北垣日出子就任
- 2015年（平成27年）4月1日 - 開智国際大学に校名変更
- 2017年（平成29年）4月1日 - 学校法人日本橋女学館が学校法人開智学園と合併。教育学部教育学科（初等教育専攻48名・中等教育専攻24名）を設置。リベラルアーツ学部を国際教養学部国際教養学科（78名）に改組。リベラルアーツ学部を学生募集停止
- 2019年（平成31年）4月1日 - 別科日本語研修課程（20名）を設置
- 2022年（令和4年）4月1日 - 第4代学長青木徹就任
- 2023年（令和5年）4月1日 - 教育学部教育学科に中等教育専攻[社会]を開設予定。

## 基礎データ
- 所在地
  - 千葉県柏市柏1225-6
- 交通アクセス
  - 柏駅東口から徒歩約20分、又は阪東バス「戸張」行き乗車約10分「柏学園前」下車

## 学部
- 教育学部
  - 教育学科
    - 初等教育専攻
    - 中等教育専攻
- 国際教養学部
  - 国際教養学科

## 大学生活
開学以来、学科をこえて多くの科目を幅広く履修できる「クロスオーバー履修制度」を実施。
教員一人に対する学生の数が約17人。さらに、ひとつのゼミナールの人数が5〜6人の少人数教育によって個々の学生をサポートする。

### 学園祭
学園祭は「柏学祭」と呼ばれ、通例10月下旬に2日間にわたり実施される。

### クラブ・同好会
文化系・体育系あわせて20あまりのクラブ・同好会が活躍している。

## 対外関係

### 他大学等
- 2013年5月24日 - 名桜大学（沖縄県名護市）と単位互換協定を締結
- 2013年12月13日 - 札幌国際大学（北海道札幌市）と包括的な交流協定（単位互換プログラム、学生・教職員の交流プログラムなど）を締結
- 2014年4月4日 - 蘇州大学（中華人民共和国江蘇省）と交流協定（教育・研究に関する学術交流や学生・教職員の相互交流など）を締結
- 2019年5月13日 - 山東科技大学（中華人民共和国山東省）と「大学間学術交流に関する協定書」、「学部生の交流プログラムに関する実施要綱」を締結。半年間または1年間の留学が可能となった
- 2019年6月12日 - ビクトリア大学（カナダブリティッシュコロンビア州）付属語学センターとMEMORANDUM OF UNDERSTANDINGを締結。4週間の短期語学研修に参加可能となった
- 2020年2月14日 - ミズーリ大学カンザスシティ校（英語版）（アメリカ合衆国）とMEMORANDUM OF UNDERSTANDING締結についての交渉を行っている
- （協定等締結日不明） - 神戸親和女子大学（兵庫県神戸市）と単位互換（交流）協定を締結しており、半年間または1年間の留学が可能（女子学生のみ）
- （協定等締結日不明） - 上海師範大学（中華人民共和国上海市）教育学院と教育学部との間で交流協定を締結している
- （協定等締結日不明） - ペトラクリスチャン大学（インドネシア共和国東ジャワ州）へ半年間またはそれ以下の期間の留学が可能
- （協定等締結日不明） - スラバヤ国立大学（インドネシア共和国東ジャワ州）と「連携・協力に関する基本協定」を締結しており、半年間またはそれ以下の期間の留学が可能
- （協定等締結日不明） - モデュール大学（オーストリア共和国ウィーン州）と長期・短期の留学プログラムを検討中
- （協定等締結日不明） - カーロリ・ガシュパール大学（ハンガリーブダペスト）へ半年間または1年間への留学が可能
- （協定等締結日不明） - サンクトペテルブルグ国立経済大学（ロシア連邦レニングラード州）へ半年間または1年間の留学、もしくは短期語学研修が可能
- （協定等締結日不明） - オーストラリアカトリック大学（オーストラリア連邦）と「協力協定」を締結しており、短期語学研修についての交渉中
- （協定等締結日不明） - ワシントンセンター（Washington Center for Internships and Academic Seminars）（アメリカ合衆国コロンビア特別区）との協定締結により、2週間から15週間の間で海外でのインターンシップやセミナーに参加が可能
- （協定等締結日不明） - Green International Technological College(GITC)（フィリピン共和国）との協定締結により短期語学研修に参加可能

### 地方自治体等
- 2014年4月28日 - 千葉県の柏市と包括的連携協定を締結

## 系列校
- 開智小学校・中学校・高等学校
- 開智未来中学・高等学校
- 開智望小学校・中等教育学校
- 開智日本橋学園中学・高等学校
- 開智国際日本語学校
- 開智所沢小学校・中等教育学校